# Dieter Höss
Dieter Höss (* 9. September 1935 in Immenstadt; † 11. März 2020 in Köln) war ein deutscher Schriftsteller.

## Leben
Dieter Höss kam über die Stationen Augsburg und Frankfurt am Main 1953 nach Köln. Dort besuchte er die Kölner Werkschulen und absolvierte eine Ausbildung zum Grafiker. Er übte diesen Beruf zehn Jahre lang als Selbstständiger aus. Daneben besuchte er ein Abendgymnasium, an dem er 1960 die Reifeprüfung ablegte. Parallel zu einem anschließenden Studium erschienen seine ersten Gedichte in den satirischen Zeitschriften „Simplicissimus“ und „Pardon“. Später veröffentlichten auch die „Die Zeit“, der „Stern“, die „Süddeutsche Zeitung“ und der „Kölner Stadt-Anzeiger“ seine humoristischen Arbeiten. Höss lebte als freier Schriftsteller in Köln.
Dieter Höss war vorwiegend Verfasser von Gedichten satirischen und parodistischen Charakters. Formal bevorzugte er den Limerick, später auch das Sonett.
Dieter Höss war seit 1970 Mitglied im Verband deutscher Schriftsteller. 2000 erhielt er den Rheinischen Literaturpreis der Stadt Siegburg.
Er starb 2020 im Alter von 84 Jahren und wurde in seinem Geburtsort Immenstadt beigesetzt.

## Werke (Auswahl)
- Ali und der Elefant, Kempen-Niederrh. 1961
- ... an ihren Büchern sollt ihr sie erkennen, Frankfurt a. M. 1966
- An ihren Dramen sollt ihr sie erkennen, Frankfurt a. M. 1967
- Binsenweisheiten, Bergisch Gladbach 1967
- Schwarz-braun-rotes Liederbuch, Bergisch Gladbach 1967
- Gespensterkunde, Recklinghausen 1969
- Goethe, Wanderers Nachtlied oder Die schmutzige Phantasie, Junkersdorf 1969
- Sexzeiler, Frankfurt a. M. 1970
- Die besten Limericks, Esslingen 1973
- Wer einmal in den Fettnapf tritt, München 1973
- Hösslich bis heiter, Frankfurt am Main 1979
- Kanal voll, Frankfurt am Main 1980
- Editio diabolica specialis, Bielefeld 1981
- Der Rhein von Koblenz bis Bingerick, 2002
- Olympericks, München 1984
- Fortschritt der Menschheit, Freiburg i. Br. 1985
- Fragen Sie Frau Olga, Frankfurt am Main 1987
- Kölner Limericks, Köln 1994
- Wilhelm-Busch-Brevier, Bergisch Gladbach 1994
- Hössliche Weihnacht, Bergisch Gladbach 1996
- Land meiner Väter, Köln 1997
- Ein Imi in Köln, Köln 2004
- Wer war’s?, Augsburg 2004
- Man muß den grauen Alltagshimmel kennen, Köln 2006
- Nudel-Sonette, Oberhausen 2006
- Verknappung, Köln 2007
- Auch wieder mal im Städtle, Immenstadt-Werdenstein 2008
- Allgäuer Limericks, Edition Allgäu im Verlag Hephaistos, Immenstadt 2009, ISBN 978-3-931951-39-9
- Der Kölner Witz, Köln 2011, ISBN 978-3-7743-0478-9
- Allgäuer Lesebuch, Edition Allgäu im Verlag Hephaistos, Immenstadt 2011, ISBN 978-3-931951-55-9

## Anthologien und Literaturzeitschriften (Auswahl)
- Ralph Grüneberger (Hrsg.)/Gesellschaft für zeitgenössische Lyrik. Poesiealbum neu. Ausgaben 3/2008, 2/2009, 1/2010, 2/2011, 1/2012, 2/2012.